# Quả bóng vàng châu Âu 2024
Quả bóng vàng châu Âu 2024 là lễ trao giải thường niên lần thứ 68 của Quả bóng vàng châu Âu, một giải thưởng bóng đá do France Football tổ chức. Buổi lễ trao những giải thưởng cho các cầu thủ có thành tích thi đấu tốt nhất thế giới vào mùa giải 2023–24. Đây là lần thứ ba trong lịch sử mà giải thưởng được trao dựa trên thành tích và kết quả của mùa giải thay vì thành tích và kết quả trong một năm dương lịch, với mùa giải được bắt đầu diễn ra từ ngày 1 tháng 8 năm 2023 đến ngày 31 tháng 7 năm 2024. Lễ trao giải thưởng năm nay có thêm 2 hạng mục mới là: Huấn luyện viên Nam của năm và Huấn luyện viên Nữ của năm. UEFA lần đầu tiên đồng tổ chức giải thưởng, France Football giữ hệ thống bầu chọn.

## Quả bóng Vàng
Đối với những cầu thủ thi đấu cho nhiều câu lạc bộ trong mùa giải, các câu lạc bộ gần đây nhất mà họ đang thi đấu sẽ chỉ được liệt kê dưới đây.
Dưới đây là danh sách 30 cầu thủ được đề cử cho giải thưởng Quả bóng vàng châu Âu 2024.
| Hạng | Cầu thủ           | Quốc tịch   | Vị trí   | Câu lạc bộ          | Điểm |
| ---- | ----------------- | ----------- | -------- | ------------------- | ---- |
| 1    | Rodri             | Tây Ban Nha | Tiền vệ  | Manchester City     | 1170 |
| 2    | Vinícius Júnior   | Brazil      | Tiền đạo | Real Madrid         | 1129 |
| 3    | Jude Bellingham   | Anh         | Tiền vệ  | Real Madrid         | 917  |
| 4    | Dani Carvajal     | Tây Ban Nha | Hậu vệ   | Real Madrid         | 550  |
| 5    | Erling Haaland    | Na Uy       | Tiền đạo | Manchester City     | 432  |
| 6    | Kylian Mbappé     | Pháp        | Tiền đạo | Paris Saint-Germain | 420  |
| 7    | Lautaro Martínez  | Argentina   | Tiền đạo | Inter Milan         | 402  |
| 8    | Lamine Yamal      | Tây Ban Nha | Tiền đạo | Barcelona           | 383  |
| 9    | Toni Kroos        | Đức         | Tiền vệ  | Real Madrid         | 291  |
| 10   | Harry Kane        | Anh         | Tiền đạo | Bayern Munich       | 201  |
| 11   | Phil Foden        | Anh         | Tiền vệ  | Manchester City     | 157  |
| 12   | Florian Wirtz     | Đức         | Tiền vệ  | Bayer Leverkusen    | 101  |
| 13   | Dani Olmo         | Tây Ban Nha | Tiền vệ  | RB Leipzig          | 86   |
| 14   | Ademola Lookman   | Nigeria     | Tiền đạo | Atalanta            | 82   |
| 15   | Nico Williams     | Tây Ban Nha | Tiền đạo | Athletic Bilbao     | 73   |
| 16   | Granit Xhaka      | Thụy Sĩ     | Tiền vệ  | Bayer Leverkusen    | 60   |
| 17   | Federico Valverde | Uruguay     | Tiền vệ  | Real Madrid         | 58   |
| 18   | Emiliano Martínez | Argentina   | Thủ môn  | Aston Villa         | 28   |
| 19   | Martin Ødegaard   | Na Uy       | Tiền vệ  | Arsenal             | 16   |
| 20   | Hakan Çalhanoğlu  | Thổ Nhĩ Kỳ  | Tiền vệ  | Inter Milan         | 15   |
| 21   | Bukayo Saka       | Anh         | Tiền đạo | Arsenal             | 14   |
| 22   | Antonio Rüdiger   | Đức         | Hậu vệ   | Real Madrid         | 13   |
| 23   | Rúben Dias        | Bồ Đào Nha  | Hậu vệ   | Manchester City     | 8    |
| 24   | William Saliba    | Pháp        | Hậu vệ   | Arsenal             | 8    |
| 25   | Cole Palmer       | Anh         | Tiền đạo | Chelsea             | 7    |
| 26   | Declan Rice       | Anh         | Tiền vệ  | Arsenal             | 5    |
| 27   | Vitinha           | Bồ Đào Nha  | Tiền vệ  | Paris Saint-Germain | 5    |
| 28   | Álex Grimaldo     | Tây Ban Nha | Hậu vệ   | Bayer Leverkusen    | 2    |
| 29   | Artem Dovbyk      | Ukraine     | Tiền đạo | Girona              | 0    |
| 29   | Mats Hummels      | Đức         | Hậu vệ   | Borussia Dortmund   | 0    |

1. ↑   Dù Mbappé ký hợp đồng với Real Madrid từ Paris Saint-Germain trong giai đoạn trao giải, anh không có trận ra mắt cho tới khi thời gian lễ trao giải kết thúc.
2. ↑   Olmo được chiêu mộ bởi Barcelona từ RB Leipzig sau khi mùa giải kết thúc.

## Quả bóng Vàng nữ
Đối với những cầu thủ thi đấu cho nhiều câu lạc bộ trong mùa giải, các câu lạc bộ gần đây nhất mà họ đang thi đấu sẽ chỉ được liệt kê dưới đây.
Dưới đây là danh sách 30 cầu thủ được đề cử cho giải thưởng Quả bóng vàng nữ châu Âu 2024.
| Hạng | Cầu thủ                 | Quốc tịch   | Vị trí   | Câu lạc bộ          | Điểm |
| ---- | ----------------------- | ----------- | -------- | ------------------- | ---- |
| 1    | Aitana Bonmatí          | Tây Ban Nha | Tiền vệ  | Barcelona           |      |
| 2    | Caroline Graham Hansen  | Na Uy       | Tiền đạo | Barcelona           |      |
| 3    | Salma Paralluelo        | Tây Ban Nha | Tiền đạo | Barcelona           |      |
| 4    | Sophia Smith            | Hoa Kỳ      | Tiền đạo | Portland Thorns     |      |
| 5    | Lindsey Horan           | Hoa Kỳ      | Tiền vệ  | Lyon                |      |
| 6    | Mallory Swanson         | Hoa Kỳ      | Tiền đạo | Chicago Red Stars   |      |
| 7    | Marie-Antoinette Katoto | Pháp        | Tiền đạo | Paris Saint-Germain |      |
| 8    | Mariona Caldentey       | Tây Ban Nha | Tiền đạo | Barcelona           |      |
| 9    | Trinity Rodman          | Hoa Kỳ      | Tiền đạo | Washington Spirit   |      |
| 10   | Alexia Putellas         | Tây Ban Nha | Tiền vệ  | Barcelona           |      |
| 11   | Patricia Guijarro       | Tây Ban Nha | Tiền vệ  | Barcelona           |      |
| 12   | Barbra Banda            | Zambia      | Tiền đạo | Orlando Pride       |      |
| 13   | Lauren James            | Anh         | Tiền đạo | Chelsea             |      |
| 14   | Ada Hegerberg           | Na Uy       | Tiền đạo | Lyon                |      |
| 15   | Khadija Shaw            | Jamaica     | Tiền đạo | Manchester City     |      |
| 16   | Tabitha Chawinga        | Malawi      | Tiền đạo | Lyon                |      |
| 17   | Alyssa Naeher           | Hoa Kỳ      | Thủ môn  | Chicago Red Stars   |      |
| 18   | Gabi Portilho           | Brazil      | Tiền đạo | Corinthians         |      |
| 19   | Giulia Gwinn            | Đức         | Hậu vệ   | Bayern Munich       |      |
| 20   | Lucy Bronze             | Anh         | Hậu vệ   | Barcelona           |      |
| 21   | Mayra Ramírez           | Colombia    | Tiền đạo | Chelsea             |      |
| 22   | Glódís Viggósdóttir     | Iceland     | Hậu vệ   | Bayern Munich       |      |
| 23   | Tarciane                | Brazil      | Hậu vệ   | Houston Dash        |      |
| 24   | Lea Schüller            | Đức         | Tiền đạo | Bayern Munich       |      |
| 25   | Sjoeke Nüsken           | Đức         | Tiền vệ  | Chelsea             |      |
| 26   | Yui Hasegawa            | Nhật Bản    | Tiền vệ  | Manchester City     |      |
| 27   | Manuela Giugliano       | Ý           | Tiền vệ  | Roma                |      |
| 28   | Lauren Hemp             | Anh         | Tiền đạo | Manchester City     |      |
| 29   | Ewa Pajor               | Ba Lan      | Tiền đạo | Wolfsburg           |      |
| 30   | Grace Geyoro            | Pháp        | Tiền vệ  | Paris Saint-Germain |      |

1. ↑  Mariona Caldentey được Arsenal ký hợp đồng từ Barcelona sau mùa giải.
2. ↑  Banda đã được Orlando Pride ký hợp đồng từ Shanghai Shengli trong mùa giải.
3. ↑  Chawinga được Lyon cho Paris Saint-Germain mượn trong mùa giải.
4. ↑  Đồng được ký bởi Chelsea từ Barcelona sau mùa giải.
5. ↑  Mayra Ramírez được Chelsea ký hợp đồng từ Levante trong mùa giải.
6. ↑  Tarciane đã được Houston Dash ký hợp đồng với Corinthians trong mùa giải.
7. ↑  Pajor được ký hợp đồng với Barcelona từ Wolfsburg sau mùa giải.

## Cúp Kopa
Đối với những cầu thủ thi đấu cho nhiều câu lạc bộ trong mùa giải, các câu lạc bộ gần đây nhất mà họ đang thi đấu sẽ chỉ được liệt kê dưới đây.
Dưới đây là danh sách 10 cầu thủ được đề cử cho giải thưởng cúp Kopa 2024.
| Hạng | Cầu thủ            | Quốc tịch   | Vị trí   | Câu lạc bộ          | Điểm |
| ---- | ------------------ | ----------- | -------- | ------------------- | ---- |
| 1    | Lamine Yamal       | Tây Ban Nha | Tiền đạo | Barcelona           |      |
| 2    | Arda Güler         | Thổ Nhĩ Kỳ  | Tiền vệ  | Real Madrid         |      |
| 3    | Kobbie Mainoo      | Anh         | Tiền vệ  | Manchester United   |      |
| 4    | Savinho            | Brazil      | Tiền đạo | Girona              |      |
| 5    | Pau Cubarsí        | Tây Ban Nha | Hậu vệ   | Barcelona           |      |
| 6    | Alejandro Garnacho | Argentina   | Tiền đạo | Manchester United   |      |
| 6    | João Neves         | Bồ Đào Nha  | Tiền vệ  | Benfica             |      |
| 8    | Karim Konaté       | Bờ Biển Ngà | Tiền đạo | Red Bull Salzburg   |      |
| 8    | Mathys Tel         | Pháp        | Tiền đạo | Bayern Munich       |      |
| 8    | Warren Zaïre-Emery | Pháp        | Tiền vệ  | Paris Saint-Germain |      |

## Cúp Yashin
Đối với những cầu thủ thi đấu cho nhiều câu lạc bộ trong cùng một mùa giải, các câu lạc bộ gần đây nhất mà họ đang thi đấu sẽ chỉ được liệt kê dưới đây.
Dưới đây là danh sách 10 thủ môn được đề cử cho giải thưởng cúp Yashin 2024.
| Hạng | Cầu thủ              | Quốc tịch   | Câu lạc bộ          | Điểm |
| ---- | -------------------- | ----------- | ------------------- | ---- |
| 1    | Emiliano Martínez    | Argentina   | Aston Villa         |      |
| 2    | Unai Simón           | Tây Ban Nha | Athletic Bilbao     |      |
| 3    | Andriy Lunin         | Ukraine     | Real Madrid         |      |
| 4    | Gianluigi Donnarumma | Ý           | Paris Saint-Germain |      |
| 5    | Mike Maignan         | Pháp        | Milan               |      |
| 6    | Yann Sommer          | Thụy Sĩ     | Inter Milan         |      |
| 7    | Giorgi Mamardashvili | Gruzia      | Valencia            |      |
| 8    | Diogo Costa          | Bồ Đào Nha  | Porto               |      |
| 9    | Ronwen Williams      | Nam Phi     | Mamelodi Sundowns   |      |
| 10   | Gregor Kobel         | Thụy Sĩ     | Borussia Dortmund   |      |

## Cúp Gerd Muller
Harry Kane và Kylian Mbappé cùng giành Cúp Gerd Müller sau khi kết thúc mùa giải 2023–24 với cùng 52 bàn thắng.

## Giải Sócrates
Jenni Hermoso giành giải Sócrates vì những đóng góp của cô chống lại lạm dụng tình dục, cụ thể là công việc nâng cao nhận thức cho người khác sau khi cựu Chủ tịch 
Liên đoàn Bóng đá nữ Tây Ban Nha Luis Rubiales hôn Hermoso trên môi mà không có sự đồng ý của cô.

## Câu lạc bộ nam của năm
Dưới đây là danh sách 5 câu lạc bộ được đề cử cho giải thưởng câu lạc bộ nam của năm 2024.
| Câu lạc bộ        | Điểm |
| ----------------- | ---- |
| Real Madrid       |      |
| Borussia Dortmund |      |
| Girona            |      |
| Manchester City   |      |
| Bayer Leverkusen  |      |

## Câu lạc bộ nữ của năm
Dưới đây là danh sách 5 câu lạc bộ được đề cử cho giải thưởng câu lạc bộ nữ của năm 2024.
| Câu lạc bộ          | Điểm |
| ------------------- | ---- |
| Barcelona           |      |
| Chelsea             |      |
| Lyon                |      |
| NJ/NY Gotham        |      |
| Paris Saint-Germain |      |

## Huấn luyện viên nam của năm
Dưới đây là danh sách 6 huấn luyện viên được đề cử cho giải thưởng huấn luyện viên nam của năm 2024.
| Huấn luyện viên      | Quốc tịch   | Đội              | Điểm |
| -------------------- | ----------- | ---------------- | ---- |
| Carlo Ancelotti      | Ý           | Real Madrid      |      |
| Xabi Alonso          | Tây Ban Nha | Bayer Leverkusen |      |
| Luis de la Fuente    | Tây Ban Nha | Tây Ban Nha      |      |
| Gian Piero Gasperini | Ý           | Atalanta         |      |
| Pep Guardiola        | Tây Ban Nha | Manchester City  |      |
| Lionel Scaloni       | Argentina   | Argentina        |      |

## Huấn luyện viên nữ của năm
Dưới đây là danh sách 6 huấn luyện viên được đề cử cho giải thưởng huấn luyện viên nữ của năm 2024.
| Huấn luyện viên  | Quốc tịch   | Đội                  | Điểm |
| ---------------- | ----------- | -------------------- | ---- |
| Emma Hayes       | Anh         | Chelsea · Hoa Kỳ     |      |
| Sonia Bompastor  | Pháp        | Lyon                 |      |
| Arthur Elias     | Brasil      | Corinthians · Brasil |      |
| Jonatan Giráldez | Tây Ban Nha | Barcelona            |      |
| Filipa Patão     | Bồ Đào Nha  | Benfica              |      |
| Sarina Wiegman   | Hà Lan      | Anh                  |      |